# Majuro

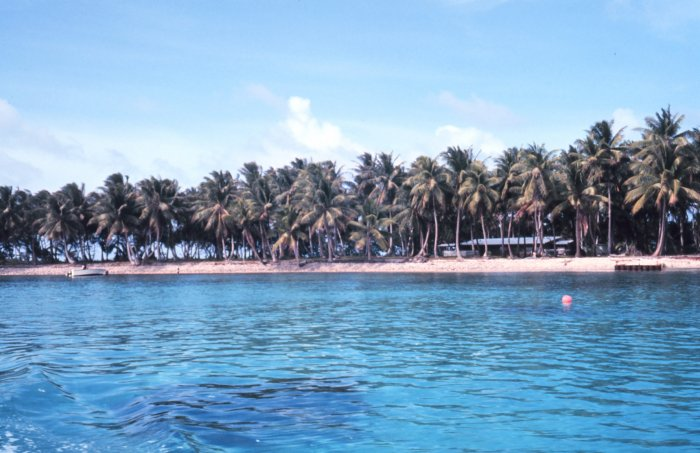
Majuro – wybrzeże

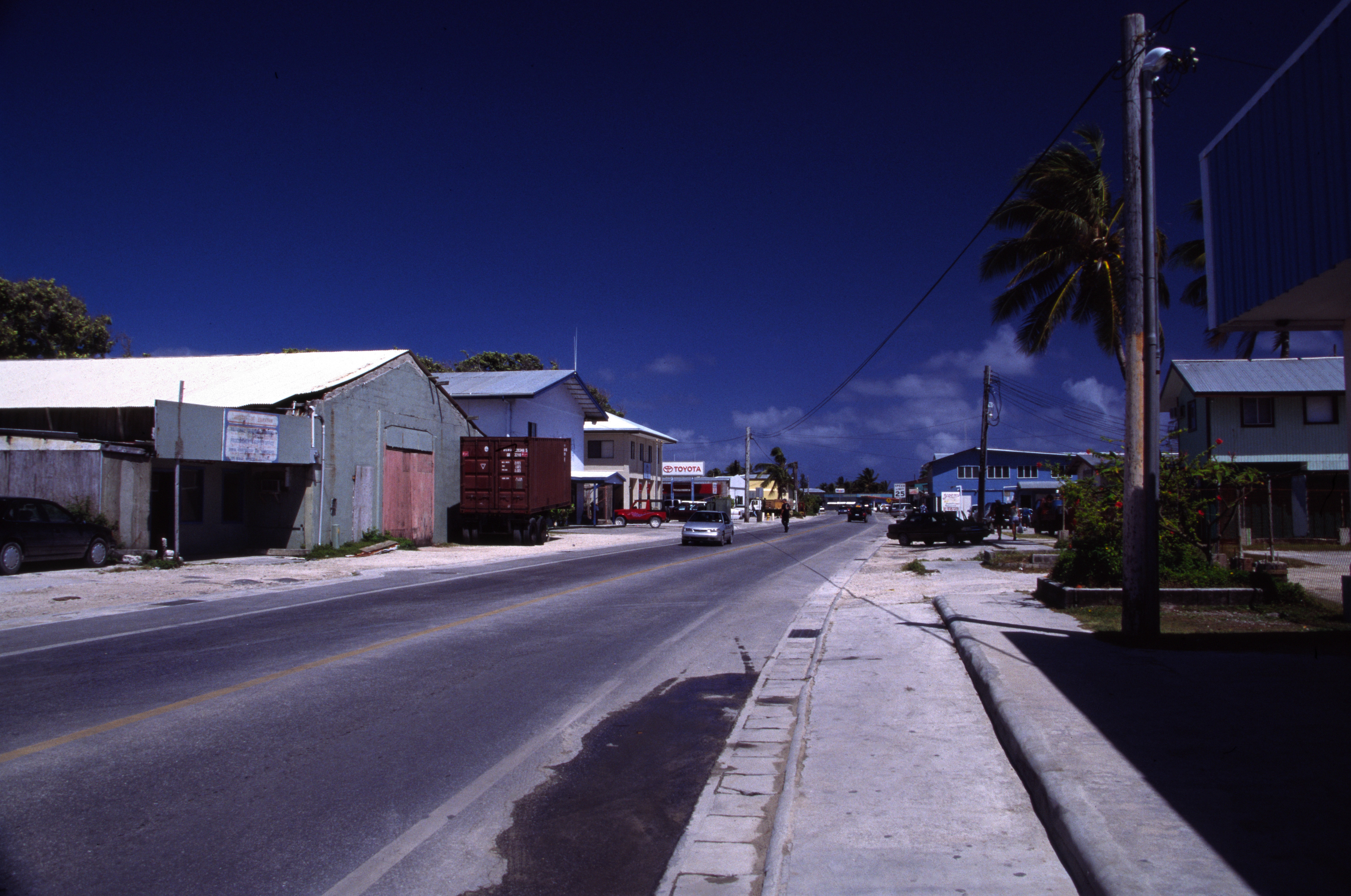
Majuro – główna droga

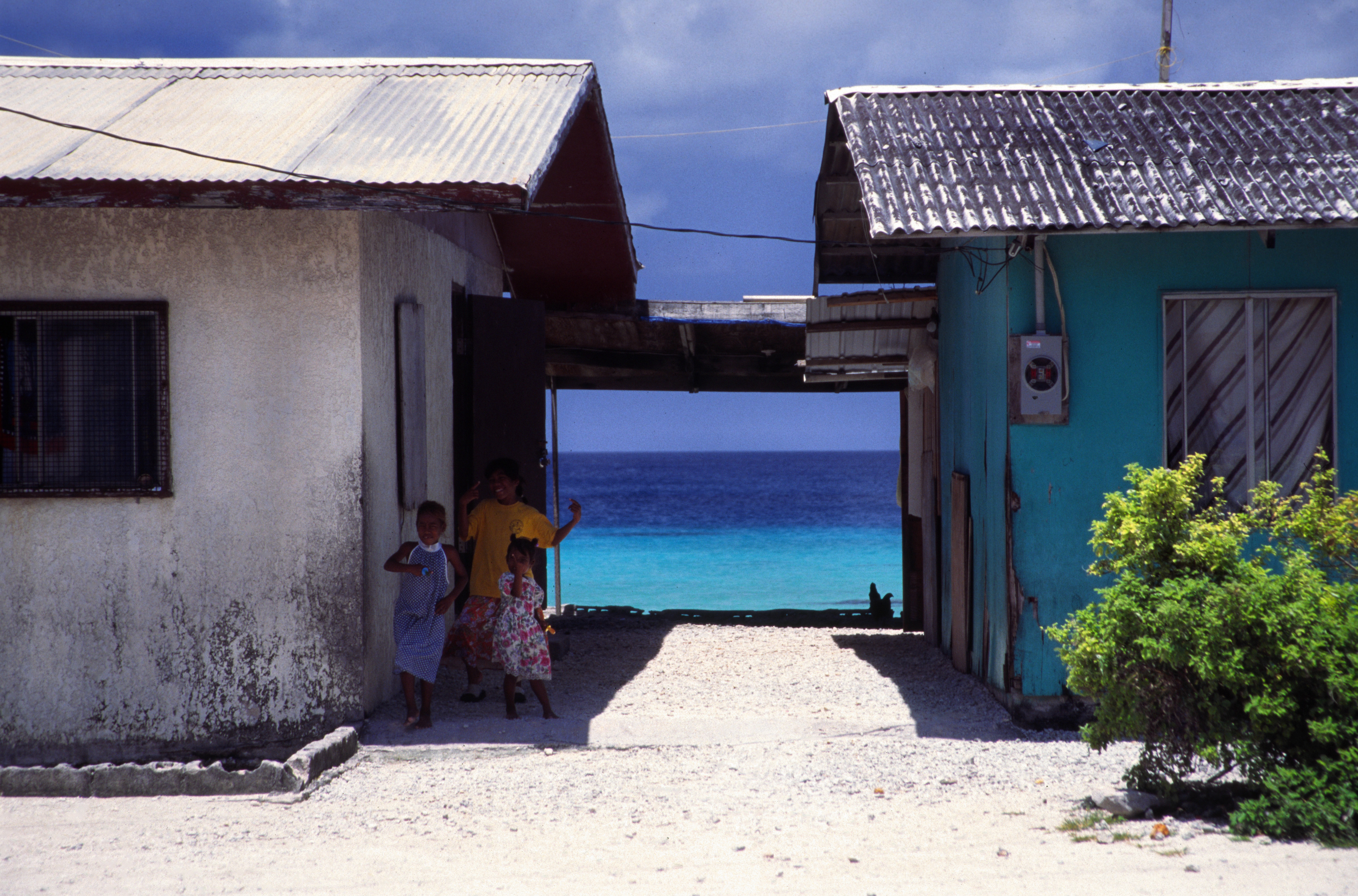
Majuro – zabudowa

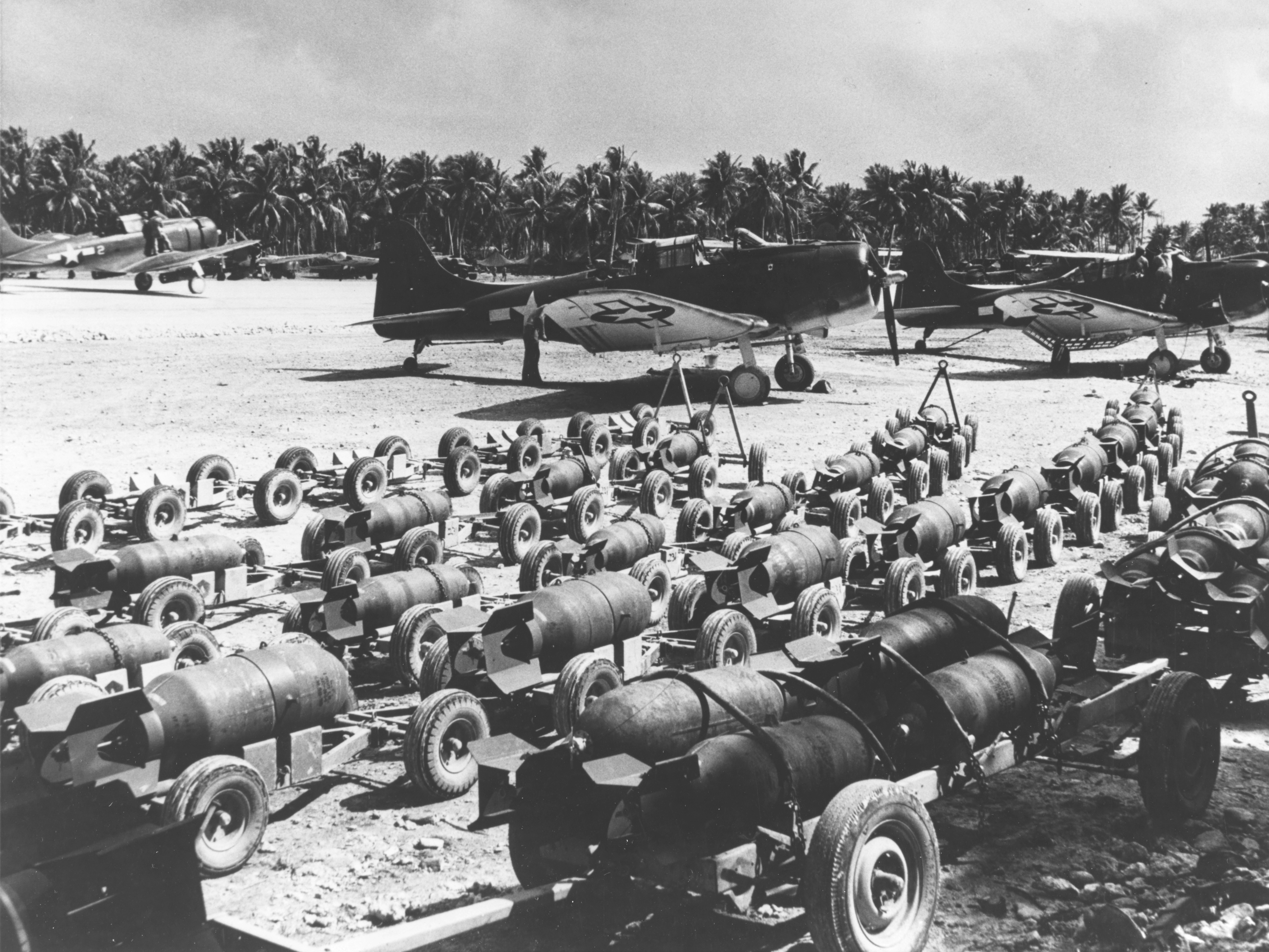
Amerykańskie bombowce na Majuro, marzec 1944

Majuro (marsz. Mājro) – jeden z atoli łańcucha Ratak Chain w archipelagu Wysp Marshalla w środkowej części Oceanu Spokojnego. W jego skład wchodzą 64 wysepki, o łącznej powierzchni 9,17 km². Otaczają one lagunę o powierzchni około 295,05 km².
W niektórych źródłach stolicą Wysp Marshalla określa się cały atol Majuro, na którym znajduje się aglomeracja Delap-Uliga-Djarrit, gdzie znajdują się siedziby władz państwowych. Według Urzędowego wykazu nazw państw i terytoriów niesamodzielnych stolicą państwa jest Delap.
Według danych za rok 2011 atol zamieszkiwało łącznie 27 797 osób – najwięcej ze wszystkich atoli i wysp Wysp Marshalla.

## Nazwa
Nazwa atolu Majuro pochodzi od marsz. Mājro oznaczającego „dwa otwarcia”. W przeszłości w kartografii i księgach pokładowych funkcjonowały również nazwy: Arrowsmith, Kajuruk, Maduro, Mediouro, Mediuro, Medjouro czy Mendiouro.

## Geografia
Atol znajduje się w łańcuchu Ratak Chain w archipelagu Wysp Marshalla w środkowej części Oceanu Spokojnego. Obejmuje 64 wysepki, o łącznej powierzchni 9,17 km², które otaczają lagunę o powierzchni około 295,05 km². Jest to ósmy pod względem powierzchni lądu i dziewiąty co do wielkości laguny atol Wysp Marshalla.
Majuro to także stolica Wysp Marshalla z dzielnicą rządową położoną na trzech połączonych ze sobą wysepkach Delap-Uliga-Djarrit. W Majuro znajduje się port morski, międzynarodowy port lotniczy(kod IATA: MAJ), kilka szkół średnich, College of the Marshall Islands i kampus Uniwersytetu Południowego Pacyfiku, a także liczne banki, hotele i centra handlowo-żywieniowe, kompleks budynków rządowych, nowoczesny kompleks teatralno-kinowy oraz lokalny ośrodek telewizyjny.
Na atolu znajduje się fabryka produkcji kopry, a port Majuro jest głównym ośrodkiem przeładunkowym dla cargo oraz tuńczyka.

### Klimat
| Miesiąc                                | Sty   | Lut   | Mar   | Kwi   | Maj   | Cze   | Lip   | Sie   | Wrz   | Paź   | Lis   | Gru   | Roczna |
| -------------------------------------- | ----- | ----- | ----- | ----- | ----- | ----- | ----- | ----- | ----- | ----- | ----- | ----- | ------ |
| Rekordy maksymalnej temperatury [°C]   | 29,4  | 29,7  | 29,8  | 29,8  | 29,9  | 29,9  | 29,8  | 30,1  | 30,2  | 30,2  | 30,0  | 29,6  | 29,9   |
| Średnie dobowe temperatury [°C]        | 27,1  | 27,3  | 27,3  | 27,3  | 27,3  | 27,3  | 27,2  | 27,4  | 27,4  | 27,4  | 27,3  | 27,1  | 27,3   |
| Rekordy minimalnej temperatury [°C]    | 24,7  | 24,8  | 24,8  | 24,7  | 24,8  | 24,6  | 24,5  | 24,6  | 24,6  | 24,6  | 24,6  | 24,7  | 24,7   |
| Opady [mm]                             | 214,1 | 156,2 | 210,3 | 261,1 | 284,0 | 294,4 | 330,2 | 292,6 | 315,5 | 351,5 | 325,1 | 301,0 | 3336,0 |
| Średnia liczba dni z opadami           | 19,3  | 16,1  | 17,6  | 18,9  | 22,1  | 23,1  | 24,3  | 22,9  | 22,9  | 23,4  | 22,9  | 22,7  | 256,2  |
| Wilgotność [%]                         | 77.7  | 77.1  | 79.0  | 80.7  | 81.9  | 81.1  | 80.5  | 79.3  | 79.4  | 79.4  | 79.9  | 79.7  | 79,6   |
| Średnie usłonecznienie [h]             | 224.4 | 218.6 | 252.8 | 219.4 | 224.8 | 210.8 | 217.0 | 232.2 | 217.8 | 205.4 | 191.4 | 197.4 | 2612,0 |
| Źródło: NOAA (1961–1990) 15 lipca 2017 |       |       |       |       |       |       |       |       |       |       |       |       |        |

### Demografia
Na atolu w 2011 mieszkało 27,797 osób (wzrost w stosunku do 1999 roku, kiedy to liczba ta wynosiła 23,676). Majuro na najwięcej mieszkańców ze wszystkich atoli i wysp Wysp Marshalla.

### Flora i fauna
Baza danych Avibase podaje (stan na rok 2017), że na atolu występuje 45 gatunków ptaków, w tym cztery narażone na wyginięcie: nawałnik duży (Hydrobates leucorhous), petrel długodzioby (Pterodroma longirostris), burzyk szarogrzbiety (Ardenna bulleri) i kulik alaskański (Numenius tahitiensis).

## Historia
Dla Europejczyków atol został odkryty w 26 czerwca 1788 roku, przez brytyjskiego odkrywcę Johna Marshalla (1748–1819). Spennemann podaje natomiast, że w tym samym dniu atol odwiedził również inny Brytyjczyk – Thomas Gilbert – kapitan statku Charlotte.
Pod koniec II wojny światowej Majuro stało się główną bazą amerykańskich sił zbrojnych walczących z Japonią o Wyspy Marshalla i inne mikronezyjskie wyspy na zachodzie. Amerykanie zlokalizowali tu m.in. bazę lotnictwa oraz ośrodek administracji marynarki wojennej.
Po wojnie Majuro było lokalną siedzibą amerykańskiej administracji Powierniczych Wysp Pacyfiku, wypierając Jaluit z roli głównego ośrodka archipelagu. W okresie tym lokalna ludność została osiedlona na wysepce Laura na zachodnim krańcu atolu, a na krańcu wschodnim powstała dzielnica administracyjna. W latach 70. XX w. Amerykanie wybudowali 50 km drogę łączącą obydwie części atolu – jest na najdłuższa wybetonowana droga w Mikronezji (stan na 2000). Spowodowało to napływ ludności z Laury do dzielnicy administracyjnej, gdzie znajdowały się szkoły i szpital a ludzie mieli większe możliwości znalezienia pracy. Zatrudnienie oferowano w administracji oraz w sektorze usługowym, nastawionym na obsługę pracowników potężnego sektora państwowego. W latach 90. XX w. – po uzyskaniu niepodległości przez Wyspy Marshalla – liczbę urzędników państwowych zredukowano o 25%. W połowie lat 90. XX w. zaczął się prężnie rozwijać turystyka, przede wszystkim morska, nastawiona na nurków i wędkarzy. Pod koniec lat 90. XX w. wiele inwestycji napłynęło z Chin, m.in. powstała flota do połowy tuńczyka, a przyjezdni Chińczycy przyjęli obywatelstwo Wysp Marshalla.

## Kultura
Na atolu znajduje się Biblioteka Publiczna, Archiwa Narodowe oraz Muzeum Alele, którego zbiory obejmują m.in. kolekcję zdjęć Joachima DeBruma ukazujących życie na Wyspach Marshalla w okresie 1880–1930 oraz kolekcję rękodzieła marszalskiego.

## Miasta partnerskie
- Guam, Stany Zjednoczone
- Tajpej, Republika Chińska
- Kawai, Japonia